# 1366 Piccolo
1366 Piccolo è un asteroide della fascia principale del diametro medio di circa 27,55 km. Scoperto nel 1932, presenta un'orbita caratterizzata da un semiasse maggiore pari a 2,8754491 au e da un'eccentricità di 0,1394826, inclinata di 9,46436° rispetto all'eclittica.
L'asteroide è dedicato al giornalista belga Auguste D'Arsac, attraverso lo pseudonimo con cui firmava gli articoli su Le soir.